# Monday Media
Monday Media er et dansk tv- og filmproduktionsselskab.
Selskabet blev grundlagt af Martin Dalgaard, Anders Dalgaard og Morten Bank i 2008 og har til huse på Ydre Østerbro i København.  
I dag er Martin Dalgaard, Group CEO og Anders Dalgaard bestyrelsesformand for gruppen. 
Monday Media er tilstede i Danmark, Norge, Sverige, Finland og Holland og er den  største uafhængige gruppe af produktionsselskaber i Norden. Til gruppen hører Monday Production og Koncern Film & TV i Danmark, Teddy TV og Feelgood i Norge, Monday Media NL i Holland og Rabbit Film samt Rabbit Formats i Finland. 
Blandt produktioner fra Monday Media er ‘Over Atlanten’, ‘Danmarks Næste Klassiker’, ‘Million Dollar Desert’, ‘Røverkøb I Provinsen’ og drama serierne 'Gangs of Oslo’ og ‘Queen of Fucking Everything’ 